# Amada
Amada è una località situata nella parte meridionale dell'Egitto, appartenente all'antica Nubia il cui nome egizio era Neter-hwt-Ra-Harakhte ossia "La casa divina di Ra-Harakhti".
Situata nei pressi di El-Dirr, sulla riva sinistra del fiume Nilo.
Ad Amada si trova un tempio risalente alla XVIII dinastia dedicato ad Amon-Ra e Ra-Harakhti e costruito da Tutmosis III e decorato da Amenofi II, con sala ipostila a 12 pilastri successivamente aggiunta da Tutmosis IV.
Vi è anche una stele risalente all'anno 3 del sovrano Thutmose III in ottimo stato di conservazione.

Un'iscrizione cita il sovrano Merenptah e le sue vittorie.

## Ricostruzione
Anche il tempio di Amada, così come quello di Derr, è stato spostato tra il 1964 e il 1975 per proteggerlo dall'innalzamento delle acque del lago Nasser provocato dalla costruzione della diga di Assuan. Il tempio è stato spostato di circa 3.000 metri e di circa 70 metri più in alto. Per i celebri rilievi e le raffigurazioni che conteneva, estremamente fragili, è stato trasferito in blocco su rotaia, senza essere sezionato.

## Galleria d'immagini

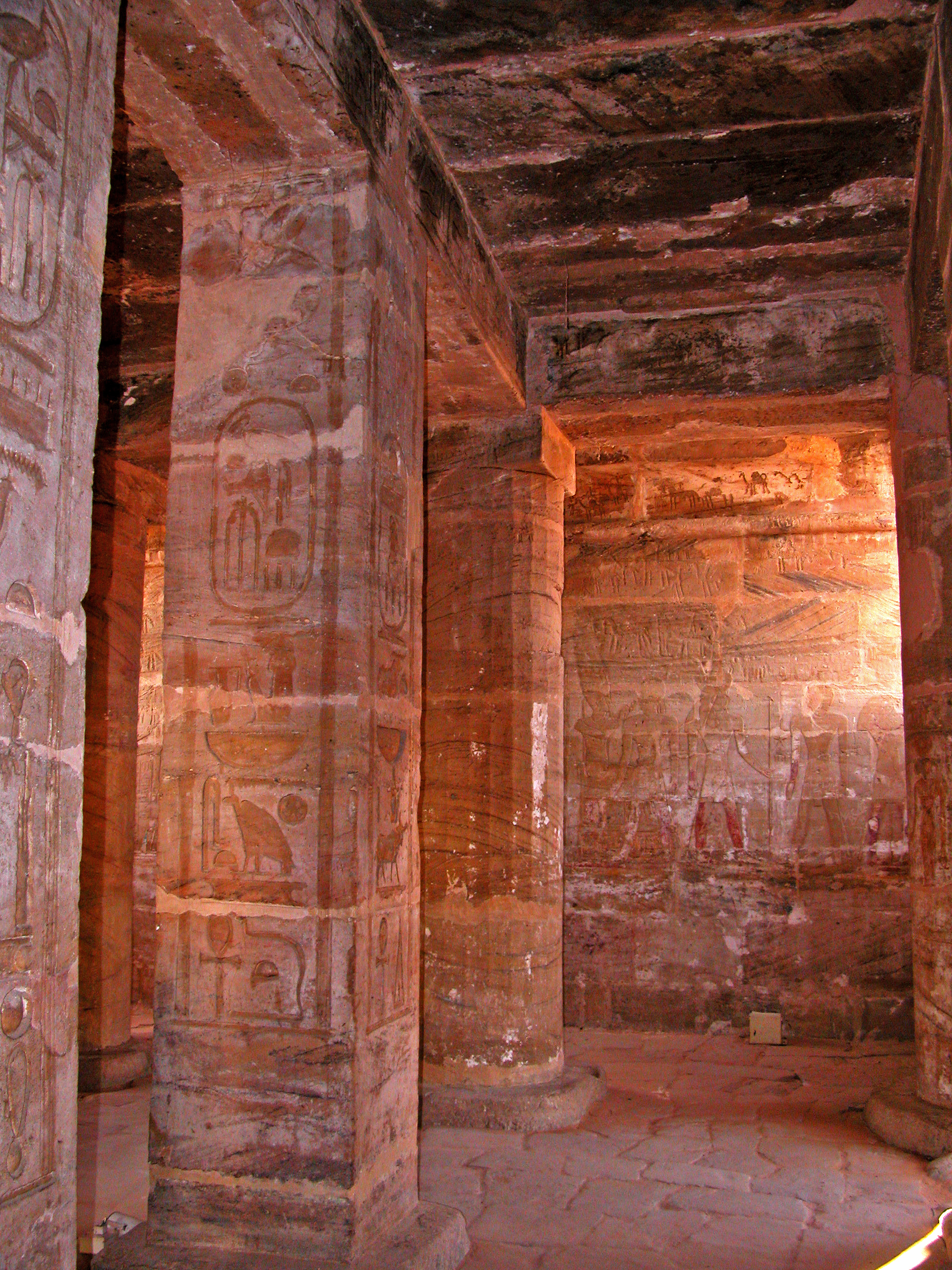
All'interno del tempio
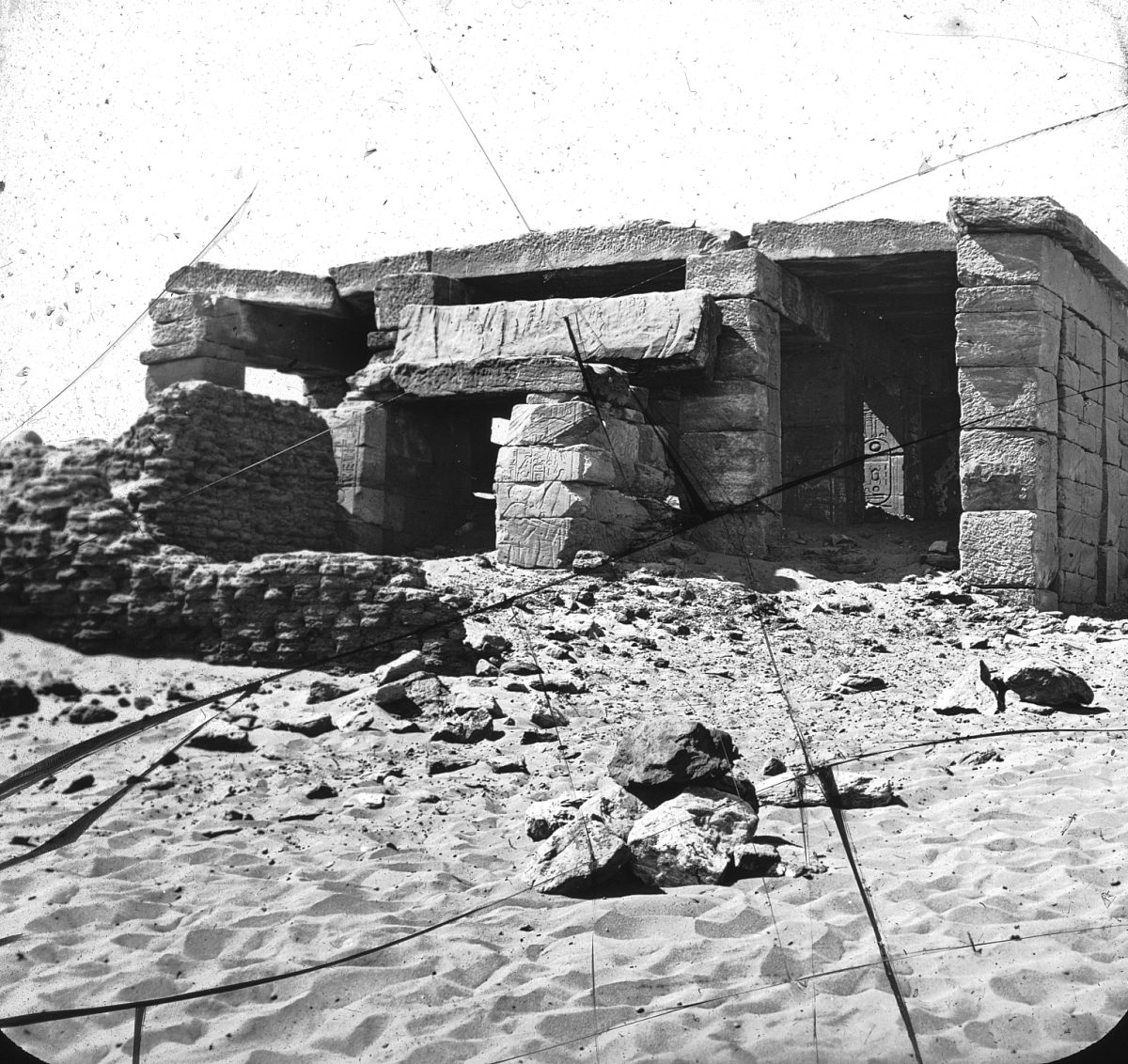
Egitto - Tempio di Amada, Nubia. Archivi del Museo di Brooklyn, collezione di archivi Goodyear
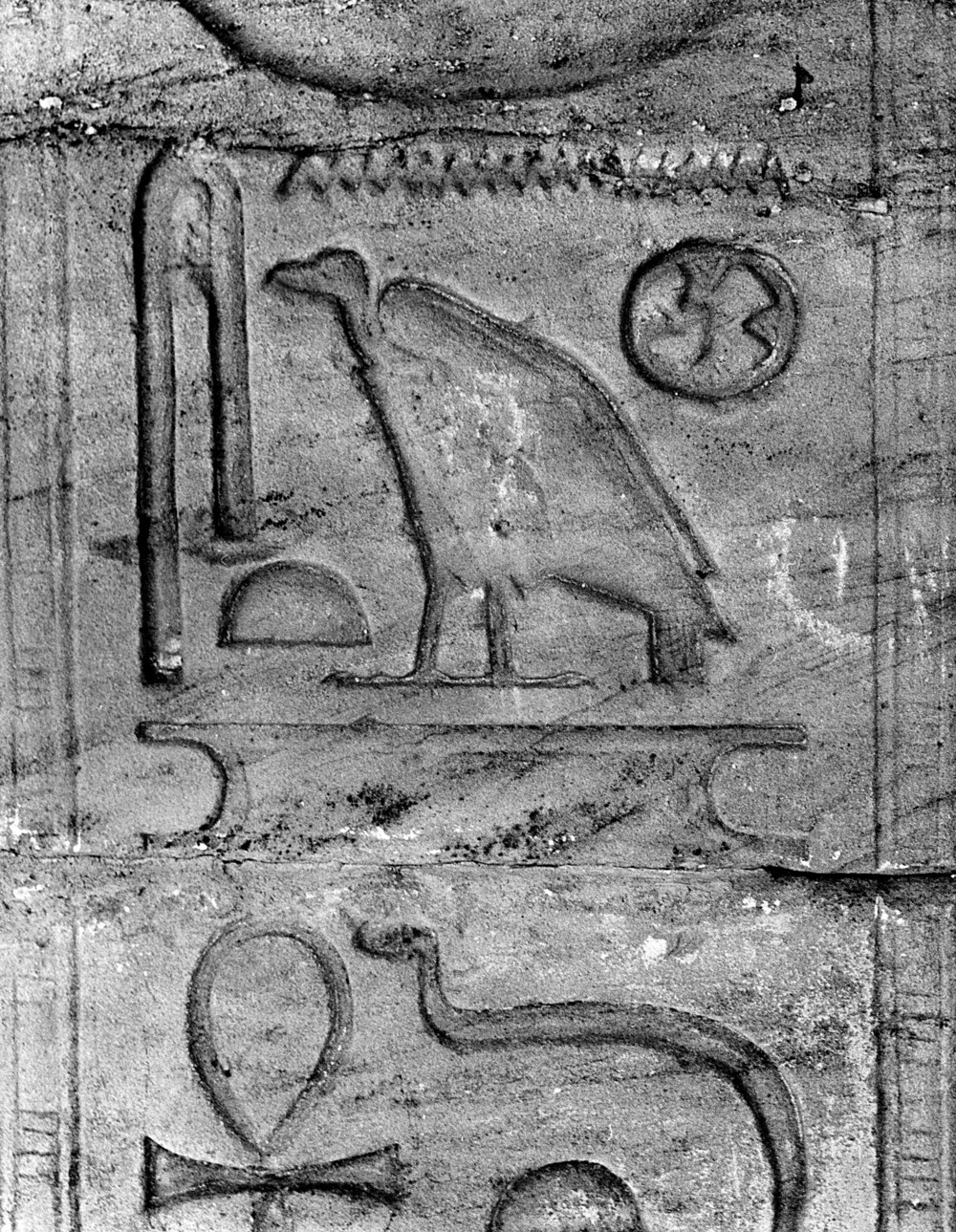